# Erdély (folyóirat, 1892–1948)
Erdély című folyóirat 1892–17, majd 1930-48 között kolozsvári honismertető folyóirat, az Erdélyi Kárpát-egyesület és múzeumának értesítője.

## Célja, tartalma
1892 és 1917 között havilapként jelent meg, de 1917-ben a 26. évfolyamával megszűnt. 1930-ban indult újra 27. évfolyam jelzéssel, de a tervezett kéthavi folyóiratot az anyagi nehézségek miatt ritkábban tudták megjelentetni, részben dupla számokkal, néha évente négyszer.
A folyóirat 1892. évi indulásakor, az 1. szám alcíme „Turistasági, fürdőügyi és néprajzi folyóirat”. Ennek megfelelően első évfolyamaiban a vendéglátási feltételek (fürdők, szállók, útvonalak leírásai) még hangsúlyosabbak. Később, ahogy alcíme „Honismertető lap”-ra változott, egyre inkább mélyült a tartalma, s a népszerűsítő természettudományi, földrajzi, földtani tanulmányokon kívül elméleti, és szakírásokat is, természetjárási leírásokat, turisztikai érdekességeket közölt, jelentős természetjárók életéről írt.
A folyóirat köré tömörült „fődolgozótársak” között voltak a korai időszakban Hangay Oktáv (1850−1916), Hankó Vilmos, Herrmann Antal, Márki Sándor és Téglás Gábor.
Több ízben közölték Csató János, Veress Sándor, Gyarmathy Zsigáné, Bányai János, Brüll Emánuel, Tavaszy Sándor, Székely Géza írásait. Publikálták Gredinár Aurél riportjait (1944–1948), Sáska László afrikai leveleit, Domokos Pál Péter néprajzi jegyzeteit, beszámolókat egyes vidékek népszokásairól. Találunk lapjain a természettel kapcsolatos irodalmi írásokat, így Ady, Reményik Sándor, Áprily Lajos és Finta Zoltán verseit, Nyirő József elbeszélését, Jancsó Elemértől nyugati úti jegyzetet.

## Szerkesztői, munkatársai
A folyóiratot indulásakor havilapként jelentették meg. Előbb Radnóti Dezső, 1893. március 16-tól Veress Endre, majd ismét Radnóti Dezső vállalta a szerkesztés munkáját, időnként Merza Gyulával együtt, majd Merza egyedül. Az 1900-as évek elejétől Szádeczky Lajos neve főszerkesztőként, felelős szerkesztőként pedig M. Kovács Géza szerepel a címlapokon. Kerekes Zoltán (1893–1925) és Cholnoky Jenő földrajztudósok is szerkesztők, illetve szerkesztői munkatársak voltak. 1911-től Kovács Géza, 1914. júliustól Orosz Endre, 1916-tól ismét Kerekes Zoltán, 1916 júliusától Karl János nevét tüntették fel szerkesztőként.
1930. évi újraindulása után a lapot a következők szerkesztették: Orosz Endre (1930–33), Ferenczi Sándor (1933–35), Tulogdy János (1936–37), Szabó T. Attila (1937–38), Bogdán István (1939-40), Balogh Ernő (1941), ifj. Xántus János (1942–45), Vámszer Géza és Erdélyi Sándor (1946−48).
„Régi lapjaink közül csupán az Erdély volt az, amelyik évtizedeken át következetesen mutatta be a hazai tájat, a föld népét, építményeit, viseletét és lankadatlanul serkentett, tanított az országjárásra, szülőföld-felfedezésre. Munkatársai – geológusok, tanárok, tisztviselők, történészek, de háziasszonyok is – vállalták ezt a hivatást, s fáradhatatlanul gyalogoltak, vonatoztak, szekereztek, s beszámoltak a látottakról” — írta a folyóiratról Herédi Gusztáv.